# Завоевание Родоса госпитальерами
Завоевание Родоса госпитальерами произошло в период с 1306 по 1310 год. Госпитальеры, возглавляемые великим магистром Фульком де Вилларе, высадились на Родос летом 1306 года и быстро захватили большую часть острова, кроме города Родос, который остался под контролем Византии. Император Андроник II Палеолог послал на остров подкрепления, что позволило городу продержаться в осаде ещё несколько лет.

## Предыстория
Основанный в захваченном христианами Иерусалиме во второй половине XI в., Орден Госпитальеров стал одним из самых важных военных орденов, имея значительное присутствие не только в государствах крестоносцев Леванта, но и контролируя крупные владения в Западной Европе. После падения Акры в 1291 году орден перенес свою базу в Лимассол на Кипре. Их положение на Кипре было шатким; ограниченный доход сделал их зависимыми от пожертвований из Западной Европы и вовлек в ссоры с королем Кипра Генрихом II, а потеря Акры и Святой Земли вызвала массовые вопросы о целях монашеских орденов и предложения конфисковать их имущество. По словам Жерара де Монреаля, сразу после избрания великим магистром госпитальеров в 1305 г. Фульк де Виллар спланировал завоевание Родоса, что обеспечило бы ордену свободу действий и новую базу для войны против мусульман.
Родос был привлекательной целью: плодородный остров, стратегически расположенный у юго-западного побережья Малой Азии, на торговых путях в Константинополь или Александрию и Левант. Остров был византийским владением, но империя находилась в кризисе после завоевания турками большей части её территорий в Азии в первые годы XIV в. и перед лицом опустошения её европейских территорий каталонской компанией. Контроль над отровами в Эгейском море становился все более слабым и местами был делегирован в виде феодальных пожалований генуэзским корсарам, которые совмещали военно-морскую службу Византии с пиратством. В 1304 г. уже правивший под властью Византии Фокеей генуэзец Бенедетто I Дзаккариа захватил у империи остров Хиос, чтобы защитить его от турок и каталонцев, затем добившись признания своего власти со стороны императора. В Додеканесе генуэзскому адмиралу империи Андреа Мореско и его брату Людовико были переданы острова Касос и Карпатос, а их родственник Виньоло де Виньоли претендовал на Кос и Лерос и район Лардос на Родосе . Однако их власть на островах оспаривалась Венецианской республикой и различными её семьями, которые обосновались в регионе во времена Латинской империи.
Отказ от Лионской унии после воцарения Андроника в 1282 г. вновь открыл раскол между восточной и западной церквями, и Византия снова стала рассматриваться как законная цель для крестовых походов. В 1299 г. папа предложил королю Сицилии Федериго II захватить Родос, а его сводный брат и рыцарь-госпитальер Санчо в 1305 году возглавил неудачную экспедицию по захвату ряда византийских островов. В том же году ученый Раймонд Луллий определил Родос как подходящую базу для военно-морских операций, чтобы помешать христианам торговать с мусульманами, и выступил за его захват как часть планов нового крестового похода на Восток титулярного латинского императора Карла Валуа.
В кипрских хрониках указывается, что Фульк де Вильяре заключил контракт с генуэзцем, которого Жерар де Монреаль называет Бонифацием ди Гримальди, а две итальянских хроники — Виньоло де Виньоли. Правы, вероятно, последние, поскольку есть документ от 27 мая 1306 г. между Вилларе и другими представителями ордена и Виньоло. По документу Виньоло уступал свои права на Кос и Лерос госпитальерам с правом сохранения за собой Лардоса и поместья на Родосе по своему выбору и получения обширных прав «vicarius seu justiciarius» на будущих иных завоёванных островах, хотя сами рыцари и их слуги будут находиться под прямой юрисдикцией великого магистра. Виньоло и рыцари будут совместно назначать сборщиков налогов для других островов, кроме Родоса, а доходы будут делиться по принципу: 2/3 ордену, 1/3 — Виньоло. Папу Климента V, скорее всего, держали в неведении относительно замыслов госпитальеров на Родосе, поскольку об этом не упоминается в переписке между ним и Вилларетом.

## Завоевание
23 июня Вилларе и Виньоло отплыли из Лимассола с двумя боевыми галерами и четырьмя судами, на борту которых находились 35 рыцарей, 6 левантийских всадников и 500 пехотинцев. К ним добавились несколько генуэзских кораблей. Сначала экспедиция прибыла в Кастелоризон, откуда Виньоло отправился на разведку Родоса. Однако местные жители были предупреждены служившим ордену греком, и Виньоло едва сбежал и вернулся на встречу с Вильяре. Тем временем два рыцаря с 50 людьми захватили замок на острове Кос, но были снова изгнаны византийскими подкреплениями. Затем союзники отплыли на Родос. Хроники Амади и Бустрона наиболее подробно описывают последующие события: первый штурм города Родос с суши и моря провалился, но 20 сентября госпитальеры захватили (вероятно, заброшенный) замок Фераклос на восточном побережье острова. Через пять дней они предприняли ещё одну безуспешную атаку на город, который сопротивлялся до ноября. 11 ноября они взяли цитадель Филеримоса из-за измены местного грека; гарнизон из 300 турок был перебит..
Этот успех побудил рыцарей возобновить осаду столицы, но местные жители успешно защитили её и попросили подкрепления у императора Андроника II. В письме от 30 апреля 1307 г., хранящемся в королевских архивах Арагона, приводятся некоторые подробности: император послал на помощь городу восемь галер, а госпитальеры были вынуждены снять осаду, убив 80 греков и потеряв около дюжины своих солдат и около 40 лошадей. Примерно в то же время, в марте или апреле 1307 г., госпитальеры по словам Пахимера отправили послов к императору, требуя, чтобы он передал им город Родос, чтобы они сделали его своей базой в войне против турок. Рыцари пообещали признать сюзеренитет императора и отправить ему 300 своих лучших воинов, но Палеолог отклонил их предложение и начал готовить дополнительные подкрепления на Родос. Весной 1307 года папа Климент V пригласил Вилларе посетить папский двор в Пуатье, но визит был отложен до августа из-за возглавляемого магистром завоевания. Тот факт, что Вилларе мог позволить себе покинуть остров летом, демонстрирует, что госпитальеры тогда контролировали большую часть Родоса, за исключением столицы. 5 сентября 1307 г. Папа издал акт, подтверждающий владение госпитальерами островом Родос. Однако документ из Арагонского архива от октября 1307 г. указывает, что, пока Линдос находился в руках госпитальеров, город Родос охраняли «двадцать судов императора Константинополя», а письмо короля Хайме II свидетельствует, что в марте 1309 года госпитальеры ещё не контролировали весь остров.
Вилларе продолжал тесно сотрудничать с генуэзцами, которые были не только опытными мореплавателями и кораблестроителями, но также хорошо знали Эгейское море и, как и госпитальеры, были противниками Венеции. В 1308—1309 гг. магистром на генуэзских верфях были размещены контракты на постройку двенадцати галер и navis magna. Вилларе оставался на Западе в течение двух лет, но к сентябрю 1309 г. добился разрешения вернуться на Восток, чтобы наблюдать за завершением завоевания. В ноябре он уехал из Генуи в Неаполь, и прибыл в Бриндизи в январе 1310 года. Там госпитальеры отказались принять кого-либо из огромной беспорядочной толпы, желавших участвовать в самовольном крестовом походе в Святую землю. Флот Вилларе насчитывал 26 галер, включая генуэзские корабли, на борту которых находилось 200—300 рыцарей и 3 тыс. пехотинцев, но плохая погода задержала их отплытие до весны. Целью этой экспедиции была помощь Кипру и Киликийскому царству, но Вилларе, опять же, скорее всего, без ведома папы, использовал её для завершения завоевания Родоса..
Согласно биографиям Климента V и отчетам Христофора Кипрского, город Родос был окончательно захвачен 15 августа 1310 года. По данным Христофора, флот госпитальеров насчитывал 35 галер. Однако, согласно трем кипрским хроникам, город был захвачен не силой, а благодаря счастливой случайности: посланный императором с провиантом для осажденного гарнизона генуэзский корабль сбился с курса в сторону Фамагусты на Кипре. Капитан корабля попал в плен к кипрскому рыцарю Петру Младшему (Пьер ле Жон, Пьеро иль Джовене), который доставил его на Родос к великому магистру, и, чтобы избежать казни, капитан корабля убедил гарнизон сдаться при условии сохранения жизни и имущества.

## Последствия
После завершения завоевания госпитальеры перенесли свой монастырь и базу с Кипра на Родос. Были предприняты усилия по привлечению латинских поселенцев как для пополнения сократившегося до примерно 10 тыс. местного населения, так и для рекрутов. Орден, не теряя времени, начал военные действия: обеспечив соблюдение папского запрета на торговлю с мамлюкским Египтом, рыцари, не колеблясь, захватили даже генуэзские суда, хотя республика помогали завоеванию. За этим последовал краткий союз генуэзцев с бейликом Ментеше, но госпитальеры одержали значительную победу над последним в 1312 г. Напряженность в отношениях с Венецией возросла после захвата Карпатоса и другие контролируемых венецианцами островов. В конце концов, госпитальеры достигли соглашения с Венецией и Генуей, и захваченные острова были возвращены Венеции в 1316 г. Великий наставник Альберт Шварцбург привел флот госпитальеров к победам над турками в 1318 году и в битве при Хиосе в 1319 году, после чего он отвоевал остров Лерос, греческое население которого восстало и восстановило имперскую власть. В следующем году он разбил турецкий флот из 80 судов, предотвратив вторжение на Родос. Благодаря этому успеху госпитальеры установили контроль над Родосом на следующее столетие.